# بوسيفالوس
بوسيفالوس (تكتب باللإغريقية القديمة: Βουκεφάλας مشتقة من مجموع الكلمتين βοῦς بمعنى ثور و κεφαλή بمعنى رأس، ليصبح معناها رأس الثور و تلفظ ڤوچيفالاس) هو حصان الإسكندر الأكبر. كان أغرًا أسود اللون. قدمه للإسكندر والده الملك فيليب حين كان يقوم بإعداده لخلافته على العرش، وفي الروايات التاريخية أن الحصان حينما جُلب لم يكن مروضاً فحاولت مجموعة من الجنود ترويضه على مرأى الإسكندر ووالده فيليب لكن بوسيفالوس كان صعب المراس عنيفاً، فتدخل الإسكندر وحاول معه بالرفق واللين فاستجاب له الحصان وأصبح منذ ذلك الحين الحصان المحبب للإسكندر. وتقول الروايات التاريخية أن الملك فيليب قد دفع 13 طالنًا ثمنًا للحصان أي ما يعادل رواتب 1500 جندي في ذلك الوقت.